# 渡邊睦裕
渡邊 睦裕（わたなべ むつひろ、1918年1月18日 - 2003年4月1日）は、大日本帝国陸軍の軍人。近衛歩兵第一連隊所属。最終階級は軍曹、ポツダム曹長。
捕虜監視員として東京俘虜収容所本所（大森）、第四分所（新潟県直江津）、第十二分所（長野県満島）に勤務。日本軍によって捕らえられた戦争捕虜を虐待していたことで知られる。捕虜たちから「ザ・バード（the Bird）」とあだ名されていた。敗戦後、戦犯として指名手配されるが、連合国軍による占領終結まで逃げ延び、起訴されることはなかった。

## 経歴

### 生い立ち
6人兄弟の4番目として、ホテルや鉱山を経営する豊かな家に生まれる。早稲田大学に進学し、フランス文学を専攻。卒業後、徴兵されるまでの1か月間、同盟通信社に勤務していた。

### 戦中
捕虜監視員としての渡邊について、元捕虜は以下のように証言している。
- 捕虜たちを度々殴打し、重傷を負わせた。
- 冬の時期、捕虜である将校を掘っ立て小屋の中でふんどし1枚にして4日間過ごさせた。
- 65歳の捕虜を16日間木に縛り付け、毎晩殴るように部下に命令した。
- 虫垂切除患者で柔道の練習をした。
- 捕虜虐待によって性的快感を得ていた。
- 情緒不安定であり、捕虜を1分間殴り続けた後に、キャンディやタバコを捕虜に差し出した。
- 大森収容所の捕虜の中でも特にルイス・ザンペリーニに対し関心を持った。ザンペリーニが渡邊に対して反抗的だったからである。渡邊はザンペリーニに対して重い木製の梁を37分以上担がせ、それが終わると彼の腹を殴って虐待した。
- 捕虜を一列に並ばせ、敬礼をさせ、ミスをした捕虜を殴りつけた。[5]

### 戦後
1945年、連合国軍総司令官ダグラス・マッカーサーは、日本で40人の重要指名手配戦犯の23番目に、渡邊を指名した。しかし、渡邊は連合国軍の占領が解かれるまで7年間逃亡し、ついに起訴されることはなかった。逃亡中は農場や小さな食料店で働いていた。渡邊の母親は彼が生きていることを知っており、渡邊は母が勤めるレストランに数年おきに出没していた。
連合国軍による占領終結後、渡邊は保険会社のセールスマンとして働き、東京都内に150万ドルのマンションを所有し、休暇はオーストラリアのゴールドコーストで過ごすなど、裕福な生活を送っていた。
1956年、『文藝春秋』に手記を寄稿する。タイトルは「アメリカに裁かれるのは厭だ！七年間潜行し遂に戰犯を逃れた男の手記」であった。

1995年夏、自宅で英デイリーメール紙のインタビューに応じ、元捕虜たちに対して深い謝罪の意を述べるとともに「もし元捕虜たちが望むのであれば、ここに来て私を殴っていい」と話した。
長野オリンピックの際には、かつて渡邊が虐待したルイス・ザンペリーニ陸軍中尉が聖火ランナーとして日本を訪れた。その際には米CBSが60分のドキュメンタリー放送として、東京のホテルオークラにて渡邊に対してインタビューを行った。渡邊は捕虜の虐待については認めたものの、謝罪をすることはなかった。そのインタビューにおいて「（虐待は）ミリタリーオーダー（軍令）でやったというのじゃなく」「ザンパリーニさんは有名な人だし、渡辺に殴られたというならば、キャンプ（収容所）内でそういう事実があったことは考えられます」と答えている。捕虜については、「日本の敵として厳しく接した。」と答えている。
ザンペリーニ中尉は渡邊を許し、面会を望んでいたが、渡邊は拒否した。
2003年4月1日、死去した。

## 関連資料・作品

### 渡邊本人による手記
- 『アメリカに裁かれるのは厭だ！七年間潜行し遂に戰犯を逃れた男の手記』文藝春秋34(4)（1956年）

### 渡邊の姿が描かれている回顧録・ノンフィクション
- デヴィッド・H・ジェームズ[注 2]『The Rise and Fall of the Japanese Empire』New York: Macmillan、OCLC 3471838（1951年）
- ルイス・ザンペリーニ 『Devil at My Heels: The Story of Louis Zamperini』 New York: Dutton、OCLC 1347548（1956年）
- ルイス・ブッシュ[注 3]『おかわいそうに 東京捕虜収容所の英兵記録』文芸春秋新社、NCID BN08667041（1956年）
- アルフレッド・エイブラハム・ワインスタイン[注 4]『Barbed Wire Surgeon』New York: Macmillan、OCLC 421698981（1956年）
- トム・ヘンリング・ウェイド[注 5]『Prisoner of the Japanese: from Changi to Tokyo』Kenthurst, NSW, Aust. : Kangaroo Press、ISBN 0864176023（1994年）
- ローラ・ヒレンブランド（英語版） 『不屈の男 アンブロークン』(原題: Unbroken: A World War II Story of Survival, Resilience, and Redemption) KADOKAWA、ISBN 978-4-04-103995-3（2010年） アメリカ人小説家が渡邊による虐待を描いた伝記。[12]

### 映画
- 『不屈の男 アンブロークン』 （2014年）渡邊役 - MIYAVI、監督 - アンジェリーナ・ジョリー、主演 - ジャック・オコンネル　同名小説の映画化作品。